# ورم ليفي متعدد الأشكال
ورم ليفي متعدد الأشكال (بالإنجليزية: Pleomorphic fibroma)‏ هو ورم ليفي يُصيب الجلد ويظهر غالبًا في البالغين مع تفضيلٍ طفيفٍ للنساء.